# Sprogeån
Sprogeån is een van de (relatief) kleine riviertjes die het Zweedse eiland Gotland rijk is.  Het riviertje stroomt van oost naar west en parallel aan het laatste stuk van de Snoderån. Ze dankt haar naam aan de voormalige gemeente Sproge, die ongeveer gelijk was aan de parochie. Ze mondt uit in de Oostzee.